# 한발파

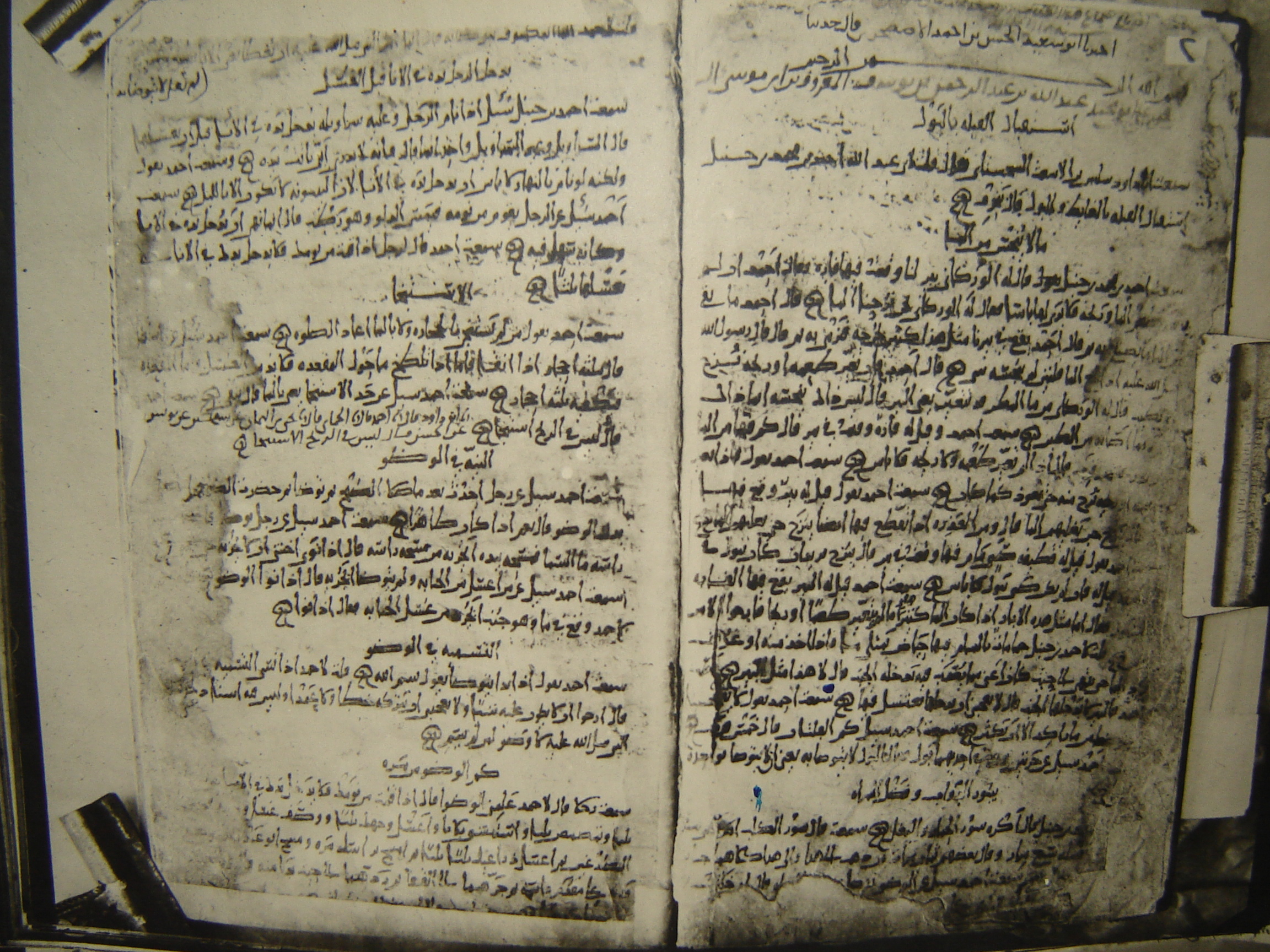

한발파(아랍어: الحنبلي 한발리[*], 영어: Hanbali)는 정통 수니파 4대 학파 중 하나이다. 이라크 출신의 학자인 아마드 이븐 한발의 이름을 따서 명명되었고 그의 제자들이 제도화하였다.
한발파는 꾸란과 하디스에 엄격히 입각하여 샤리아를 도출한다. 한발파는 정통 4대 학파 중에 가장 보수적인 성향을 띠고 있으며 수니파 이슬람 법학의 엄격한 전통 주의 학파이다. 주로 사우디아라비아와 카타르에서 대부분을 이루며 와하브파에 영향을 주었다.

## 같이 보기
- 아잔
- 우두 (의식)